# 堀尾実咲
堀尾 実咲（ほりお みさき、1993年4月29日 - ）は、日本のモデル、タレント、ラウンドガール、元グラビアアイドル、元レースクイーン。
静岡県湖西市出身。イー・スマイル所属。夫は格闘家の谷川聖哉。

## 略歴
2015年、ラナエンターテイメントが手掛けるエヴァンゲリオンレーシングの2015年体制として真希波・マリ・イラストリアス役のレースクイーンを行った。
2016年、D'STATION フレッシュエンジェルズの一員として同年度のスーパー耐久公式イメージガールを務めることになった。静岡県出身者としては2014年「S*CREW」メンバーだった朝陽しおり以来のS耐イメージガールとなる。
2016年、「日本レースクイーン大賞 2016新人部門」のファーストステージに74名の新人レースクイーンがエントリーした。投票は、5月20日から6月6日まで行われ、投票ポイントの上位10名として選ばれ、2016新人部門のファイナルステージへ進んだ。7月3日に最優秀新人賞が発表され、新人部門の準グランプリに選ばれた。
2018年8月、地元の湖西市ふるさと大使に就任。同年9月18日、IMSエンタテインメントからイー・スマイルに事務所を移籍。
2025年4月3日、K-1ファイターの谷川聖哉と結婚したことを明らかにした。

## 人物
- 定期的に出演している年収チャンネルなどにはビキニ姿で登場することが多い。
- 芸能界を目指すようになったきっかけは、佐々木希に憧れたこと[13]。
- 趣味は一人カラオケ。特技はクラシックバレエ。前事務所の同僚だった小山ひかると仲が良く、ブログにも度々登場する[14]。
- 父は教師で母は保育士[15]。
- 2025年4月現在、グラビアアイドル及びレースクイーンは卒業している。

## 出演

### テレビ番組
- 999人美女（2014年8月、TOKYO MX）
- ロンドンハーツ3時間スペシャル（2015年4月7日、テレビ朝日）
- 志村&鶴瓶のあぶない交遊録（2016年1月2日、テレビ朝日）
- 27時間テレビ「めちゃ×2イケてるッ!」コーナー（フジテレビ）
- ランク王国（TBS）
- 成功の遺伝史（日本テレビ）
- じっくり聞いタロウ～スター近況㊙報告～（テレビ東京）
- ダウンタウンのガキの使いやあらへんで! ガキ使ジジ抜きバニーガール（日本テレビ）
- TOKYO 1weekストーリー「新婚夫婦で臨むタイトルマッチ」（2025年6月29日、TOKYO MX）[16][17]

### イベント
- 2015年 東京ゲームショウ OPENRECブース
- ニコニコ超会議2016 「超パチンコ＆パチスロフェスタ2016」ブースにおいて「D'STATION フレッシュエンジェルズ」ステージ（2016年4月29日 -  30日）[18]

### レースクイーン
- エヴァンゲリオンレーシング2015（2015年、鈴鹿8時間耐久ロードレース）マリ 役[19][20]
  - 4月25日：富士急ハイランド「EVANGELION：WORLD」エヴァンゲリオンプロジェクションマッピング オープニングイベント[21][22]、撮影会
  - 6月6日：RQ撮影会
  - 7月18日：東名高速道路の足柄サービスエリアにある「EXPASA足柄（下り）」で、「新世紀エヴァンゲリオン」とコラボイベント。RQ撮影会。[23][24]
  - 7月25日 - 26日：鈴鹿8時間耐久ロードレース[25]
  - 9月23日：第3新東京市温泉卓球部箱根温泉卓球大会2015[26]
  - 10月3日：RQ撮影会
  - 11月7日：エヴァ新幹線、博多駅・新大阪駅で出発式[27]
  - 2016年1月31日：RQ撮影会
- スーパー耐久 2016年 イメージガール「Super Girls」D'station フレッシュエンジェルズ[7]
- GT500 LEXUS TEAM LEMANS WAKO’S 2016年 レースクイーン
- SUPERFORMULA SUNOCO TEAM LEMANS 2016年 レースクイーン

### ラウンドガール
| 年     | 大会名 | ユニット名     | 他メンバー                                                                 |
| ------ | ------ | -------------- | -------------------------------------------------------------------------- |
| 2019年 | RISE   | R-1SE Force    | 五十川ちほ、森脇亜紗紀、COCO、桜りん、柚浦桃                               |
| 2021年 | K-1    | K-1 GIRLS 2021 | 小島みゆ、宮野真菜、柳本絵美、川瀬もえ、落合真彩                           |
| 2022年 | K-1    | K-1 GIRLS 2022 | 宮野真菜、キャシー凛、ロサリオ惠奈、小湊美月、波北果穂、上運天美聖、うらら |

### イメージDVD
- GIRLS-PEDIA 堀尾実咲（2015年4月25日、QH映像）[28]
- GIRLS-PEDIA 堀尾実咲2（2015年6月25日、QH映像）[29]
- 団地妻～鍵穴の向こう側～（2018年7月27日、リバプール）[30][31]
- Love Mission（2019年5月24日、イーネット・フロンティア）[32]
- 教えてアゲちゃう！（2019年9月25日、ラインコミュニケーションズ）[33]
- 癒してアゲちゃう♡（2021年9月20日、ラインコミュニケーションズ）[34]
- 愛してアゲちゃう（2024年11月10日、ラインコミュニケーションズ）[35]

### WEB
- 年収チャンネル（2018年 - 不定期 ）

### その他
- FLASHグラビア争奪バトル撮影会（2015年3月）